# Tăureni
Tăureni (Mezőtóhát en hongrois, Teichrück en allemand) est une commune roumaine du județ de Mureș, dans la région historique de Transylvanie et dans la région de développement du Centre.

## Géographie
La commune de Tăureni est située à l'ouest du județ, à la limite avec le județ de Cluj, entre deux retenues du Pârâul de Câmpie, dans les collines de Luduș, à 13 km au nord de Luduș et à 65 km à l'ouest de Târgu Mureș, le chef-lieu du județ.
La municipalité est composée des trois villages suivants (population en 2002) :
- Fânațe (73) ;
- Moara de Jos (72) ;
- Tăureni (904), siège de la municipalité.

## Histoire
La première mention écrite du village date de 1454 mais des traces de peuplement romain ont été trouvées à proximité du village.
La commune de Tăureni a appartenu au royaume de Hongrie, puis à l'empire d'Autriche et à l'Empire austro-hongrois.
En 1876, lors de la réorganisation administrative de la Transylvanie, elle a été rattachée au comitat de Maros-Torda.
La commune de Tăureni a rejoint la Roumanie en 1920, au traité de Trianon, lors de la désagrégation de l'Autriche-Hongrie. Après le deuxième arbitrage de Vienne, elle est occupée par la Hongrie de 1940 à 1944, période durant laquelle sa petite communauté juive fut exterminée par les nazis. Elle est redevenue roumaine en 1945.

## Politique
Le conseil municipal de Tăureni compte 9 sièges de conseillers municipaux. À l'issue des élections municipales de juin 2008, Ovidiu-Petru Oltean (PSD) a été élu maire de la commune.
| Parti                                      | Nombre de conseillers |
| ------------------------------------------ | --------------------- |
| Parti social-démocrate (PSD)               | 7                     |
| Parti démocrate-libéral (PD-L)             | 1                     |
| Union démocrate magyare de Roumanie (UDMR) | 1                     |

## Religions
En 2002, la composition religieuse de la commune était la suivante :
- Chrétiens orthodoxes, 95,71 % ;
- Réformés, 1,81 % ;
- Catholiques grecs, 1,04 %.

## Démographie
En 1910, la commune comptait 825 Roumains (78,05 %) et 177 Hongrois (16,75 %).
En 1930, on recensait 1 165 Roumains (86,23 %), 160 Hongrois (11,84 %), 13 Juifs (0,96 %) et 13 Tsiganes (0,96 %).
En 2002, 957 Roumains (91,22 %) côtoient 19 Hongrois (1,81 %) et 73 Tsiganes (6,95 %). On comptait à cette date 437 ménages et 412 logements.
| 1850 | 1880 | 1900 | 1910  | 1930  | 1956  | 1977  | 1992  | 2002  |
| ---- | ---- | ---- | ----- | ----- | ----- | ----- | ----- | ----- |
| 822  | 755  | 827  | 1 057 | 1 351 | 1 820 | 1 526 | 1 054 | 1 049 |

| 2007  | - | - | - | - | - | - | - | - |
| ----- | - | - | - | - | - | - | - | - |
| 1 017 | - | - | - | - | - | - | - | - |

## Économie
L'économie de la commune repose sur l'agriculture et l'élevage. 
Une entreprise de fabrication de meubles destinés à l'exportation (« SA Linia Zetta ») est implantée dans la commune.

## Communications

### Routes
Tăureni se trouve sur la route régionale DJ151 Luduș-Sărmașu.

### Voies ferrées
La commune est desservie par la ligne de chemin de fer Luduș-Bistrița.